# Francesco da Milano
Francesco da Milano (Monza, 18 d'agost de 1497 – Milà, 2 de gener de 1543) fou un llaütista, poeta i organista italià.
És més que probable que estigués en estret contacte amb Giovanni Maria da Crema, l'altra gran llaütista de la seva època.
Les seves obres principals són: Intavolatura di organo e Intavolatura di liuto (Milà, 1540), trobant-se a més, obres seves en la major part de les col·leccions de l'época, especialment la titulada Intavolatura di liuto de diversi autori, publicada per Antonio Casteliono (Milà, 1536). Vers el 1530 era organista de la catedral de Milà. També es distingí com a poeta, existint composicions seves a Il quarto libro delle Rime di diversi (Bolonya, 1531), i Tempio della divina signora donna Giovanna d'Aragona (Venècia, 1534).